# Усть-Юрибей
Усть-Юрибе́й (нен. ) — упразднённая деревня Ямальского района Ямало-Ненецкого автономного округа России. Исключена из учётных данных в 2006 году.

## География
Находится на побережье Байдарацкой губы, в устье реки Юрибей.
В радиусе 50 км находится озёра Луцато и Ямбуто.
По названию фактории названо Усть-Юрибейское газоконденсатное месторождение, открытое в 1989 году.

## История
Основана как торговое поселение в августе-сентябре 1930 года.
После строительства железной дороги на Бованенковское газоконденсатное месторождение (проходит менее чем в 50 км) утратило значение как торговый центр.
В 2017 году пригодна для жизни.
Русское название — от местонахождения деревни в устье реки Юрибей.

## Население
| 1989 | 2002 |
| ---- | ---- |
| 37   | ↘0   |

## Инфраструктура
Магазин, склад.
В 2014 году действовал холодильный комплекс «Усть-Юрибей» предприятия МП «Ямальские олени».
С 2018 года есть интернет.

## Экономика
Торговая фактория, действовала в 2015 году.
В соответствии с проектом Положения о государственном природном парке регионального (окружного) значения «Юрибей» на территории природного парка выделяются следующие функциональные зоны: заповедная и рекреационная.
В фактории Усть-Юрибей Администрацией ЯНАО в 2009 году предполагалось размещение научного стационара для проведения научно-исследовательской и эколого-просветительской деятельности, центра этнической культуры, развитие туристской инфраструктуры.